# Barbara Dunin-Kęplicz
Barbara Maria Dunin-Kęplicz (ur. 5 września 1952 w Gliwicach) – polska naukowiec i nauczyciel akademicki, profesor nauk technicznych. Ekspert w dziedzinie systemów wieloagentowych. Pionierka modelowania systemów BDI (ang. Belief–desire–intention). Jest profesorem Instytutu Informatyki na Wydziale Matematyki, Informatyki i Mechaniki Uniwersytetu Warszawskiego, była też profesorem nadzwyczajnym Instytutu Podstaw Informatyki PAN.

## Życiorys
W 1990 roku na Wydziale Filozoficzno-Historycznym Uniwersytetu Jagiellońskiego nadano jej stopień doktora nauk humanistycznych w zakresie filozofii (specjalność: logika) na podstawie rozprawy pt. Formalna metoda rozwiązywania pewnej klasy polskiej anafory zaimkowej (promotor: prof. Wojciech Suchoń). W 2004 roku na podstawie pracy pt. Modelowanie i konstrukcja rekonfigurowalnych systemów wieloagentowych uzyskała stopień doktora habilitowanego nauk technicznych w zakresie informatyki o specjalności informatyka. Stopień ten nadał jej Instytut Podstaw Informatyki PAN. W 2012 uzyskała tytuł profesora nauk technicznych.
Jest autorką kilkudziesięciu publikacji naukowych w czasopismach o zasięgu międzynarodowym i rozdziałów w monografiach i wielu komunikatów konferencyjnych. Jest też współautorką książki pt. Teamwork in Multi-Agent Systems. A Formal Approach.